# Église Saint-Jean-Baptiste de Chacrise
L'église Saint-Jean-Baptiste est une église située à Chacrise, en France.

## Localisation
L'église est située sur la commune de Chacrise, dans le département de l'Aisne.

## Historique
Le monument, édifié au XIIe siècle, est classé au titre des monuments historiques en 1922.

### Galerie

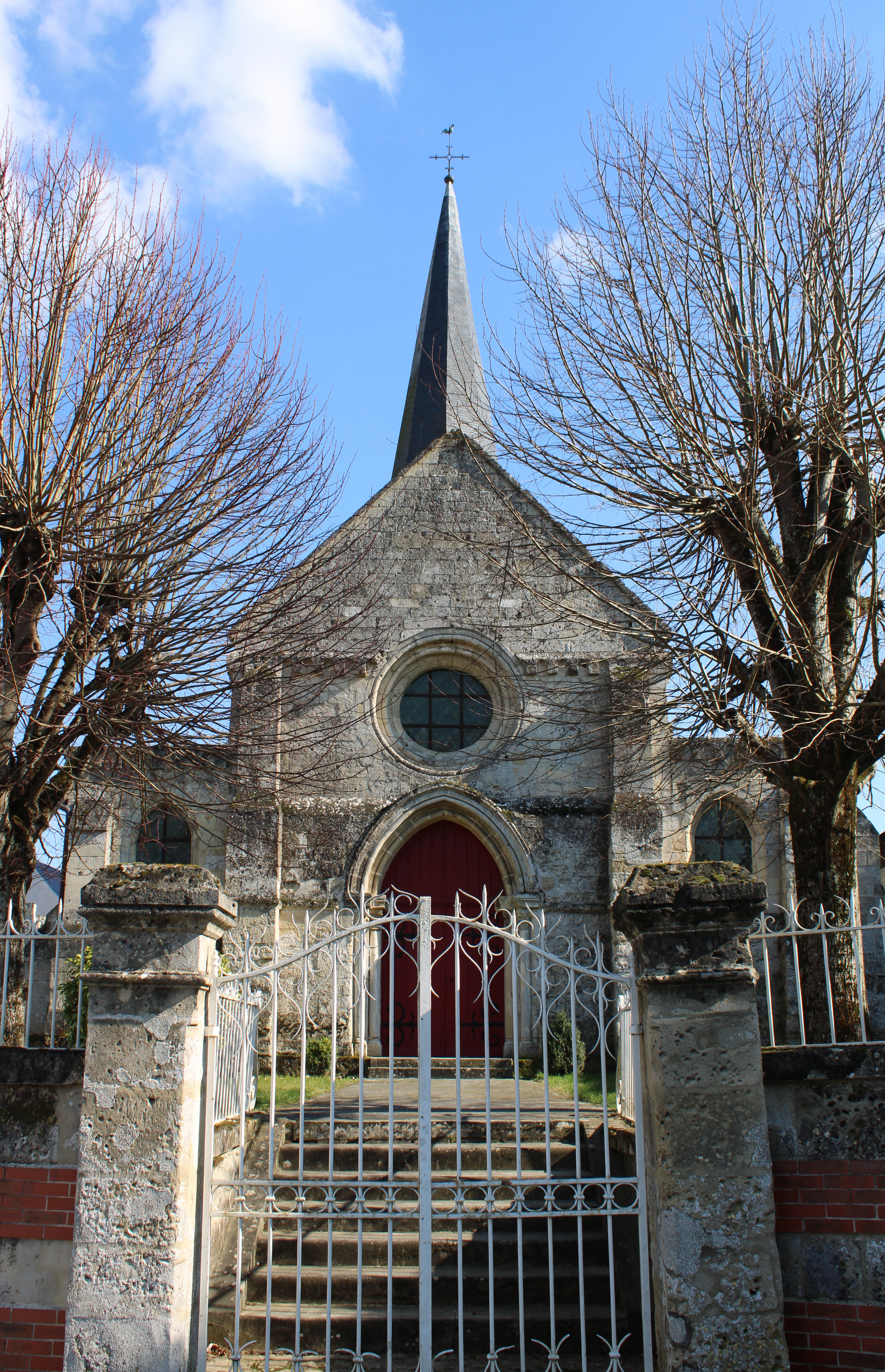
Vue de la façade.
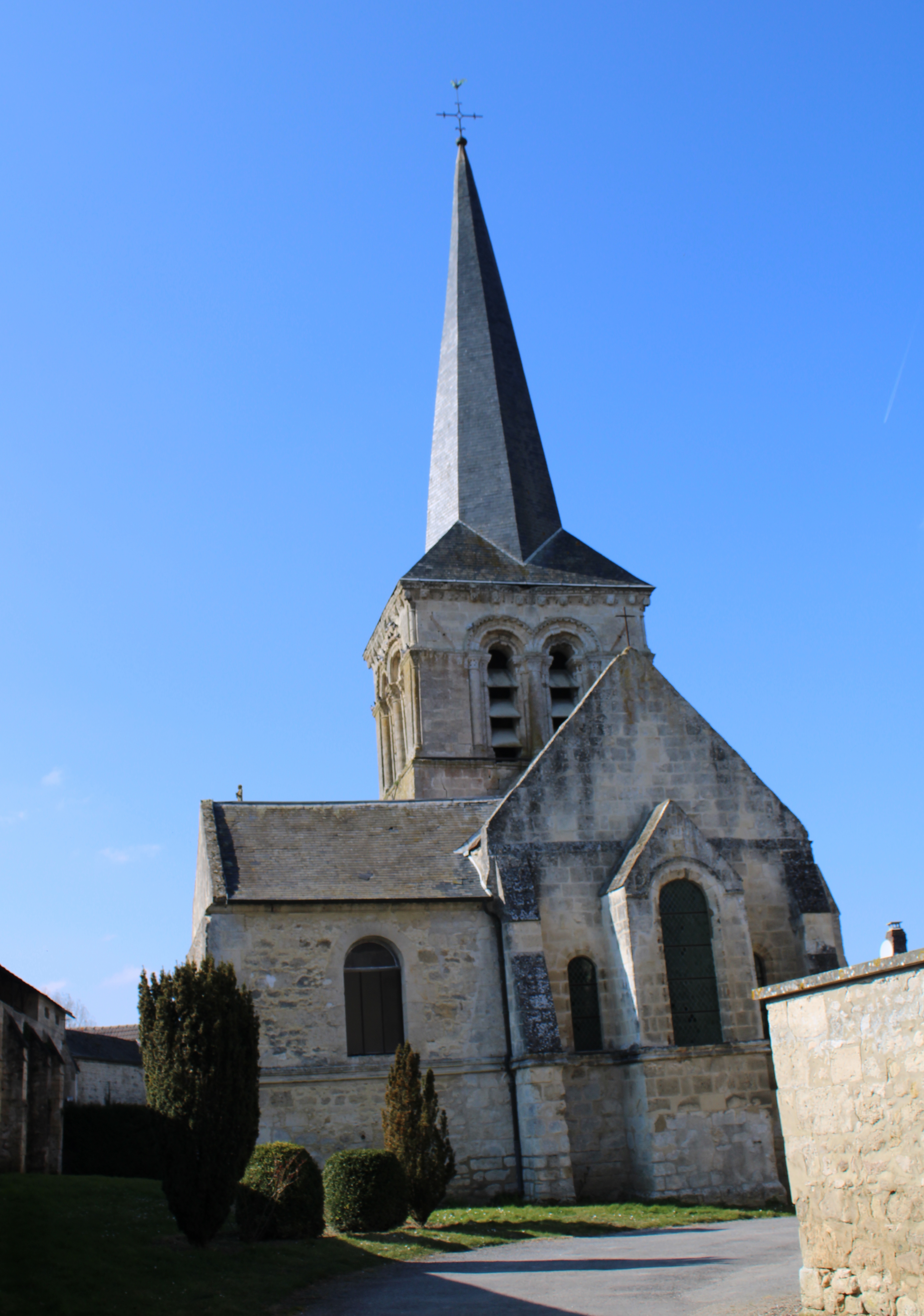
Le chevet.
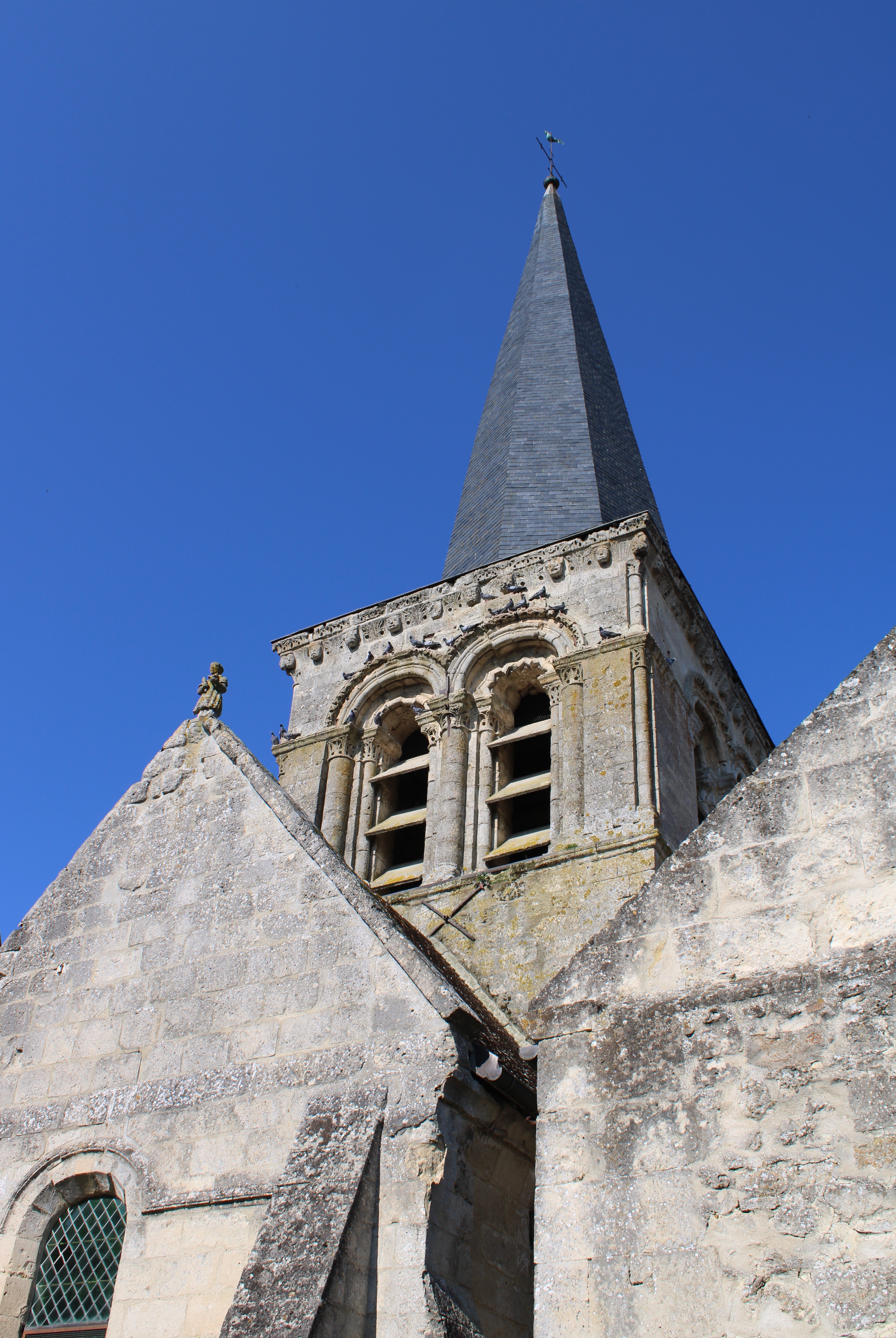
Vue du clocher.
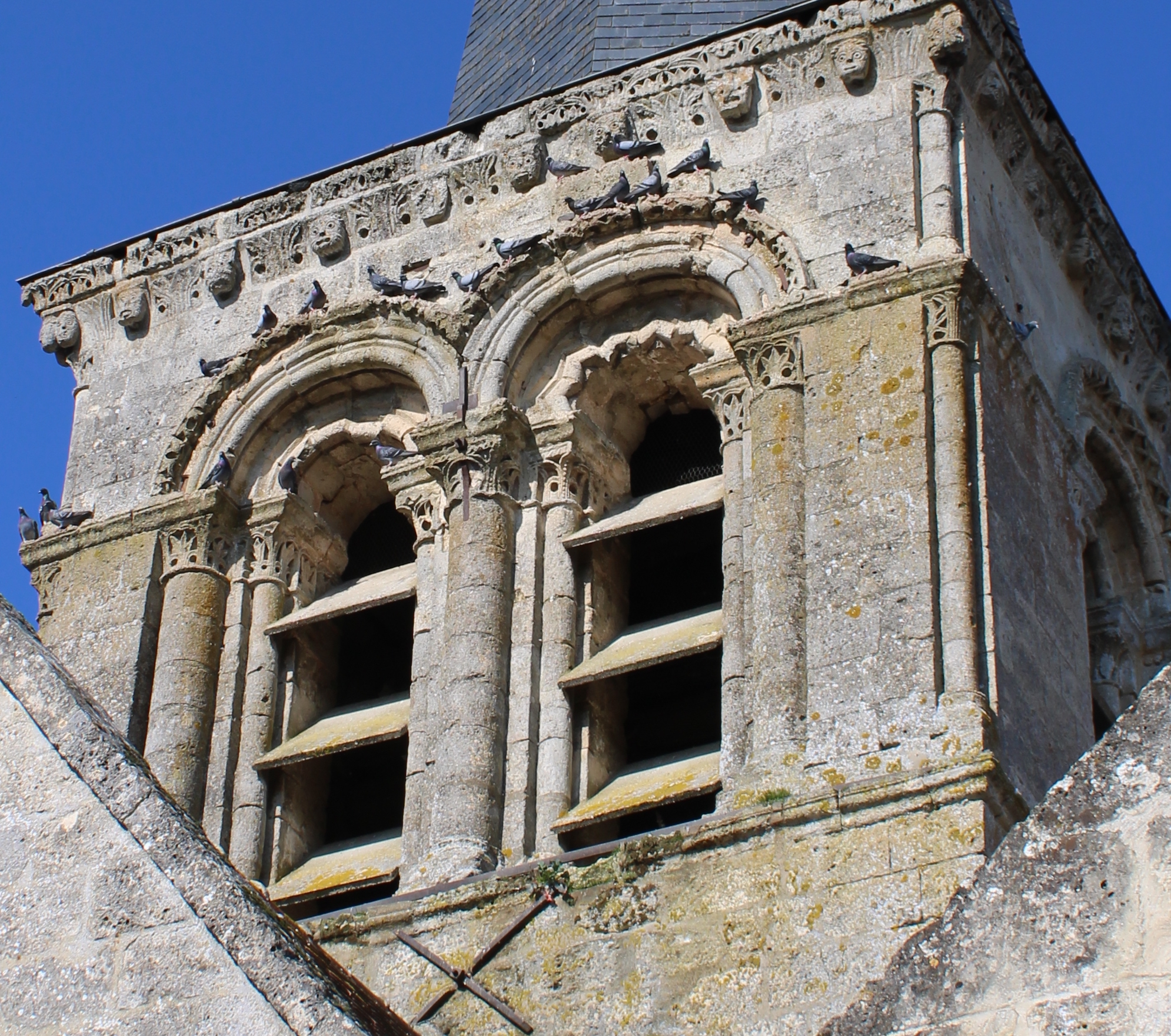
Détail des modillons du clocher.
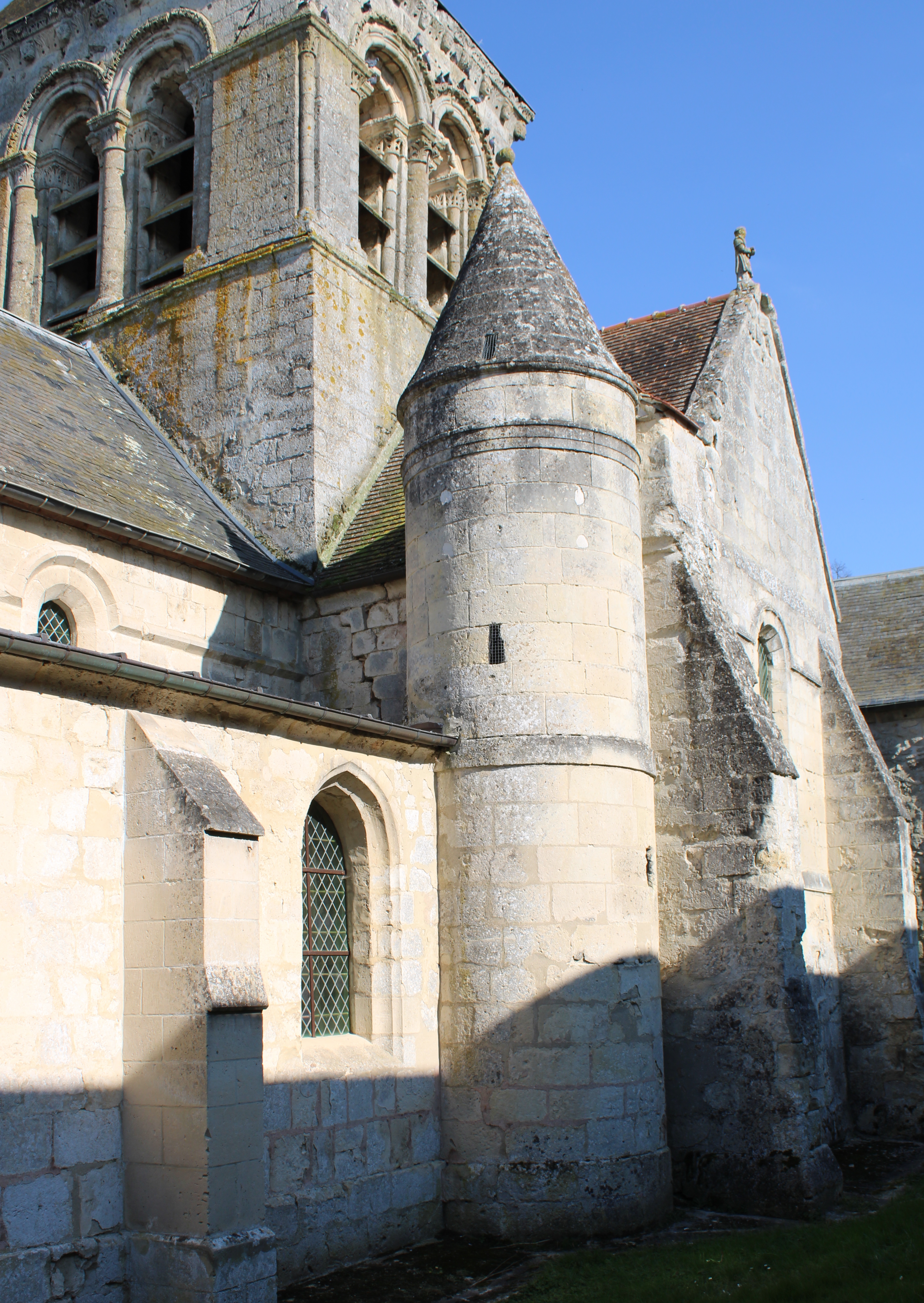
<centerLa tourelle permettant l'accès à l'étage.
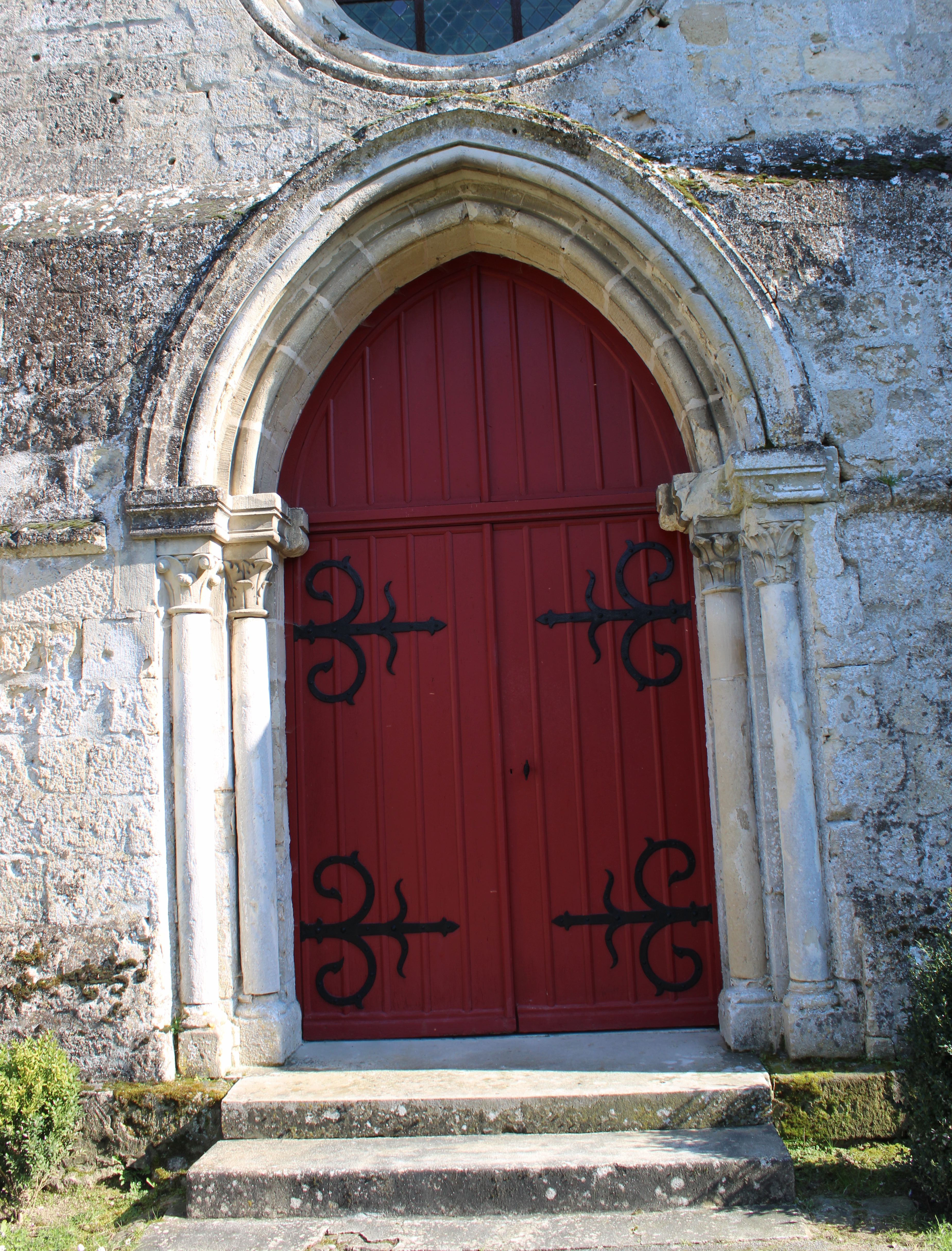
Le portail.